# 三笑亭夢花
三笑亭 夢花（さんしょうてい ゆめはな、1971年1月9日 - ）は、和歌山県和歌山市出身の落語家。初代三笑亭夢丸門下で落語芸術協会の真打。本名∶中崎 修孝。

## 経歴
1993年7月∶三笑亭夢丸に入門。前座名「初夢」。
1997年9月∶二ツ目昇進。恋生と改名。
2007年5月∶春風亭柳太郎、桂文月とともに真打昇進。三笑亭夢花と改名。

## 芸歴
- 1993年7月 - 三笑亭夢丸に入門。前座名「初夢」。
- 1997年9月 - 二ツ目昇進、「恋生」と改名。
- 2007年5月 - 真打昇進、「夢花」と改名。